# Comuna Kostinbrod, Sofia
Kostinbrod (în bulgară Костинброд) este o comună în regiunea Sofia, Bulgaria, formată din orașul Kostinbrod și 13 sate. 

## Localități componente

### Orașe
- Kostinbrod

### Sate
| - Bezden - Bogovți - Bucin Prohod - Cibaovți - Dragoviștița | - Drenovo - Drămșa - Goleanovți - Gradeț | - Opițvet - Petărci - Ponor - Țaricina |

## Demografie
Componența etnică a comunei Kostinbrod
     Romi (2,25%)
     Bulgari (90,53%)
     Nicio identificare (6,93%)
     Altele (0,49%)
La recensământul din 2011, populația comunei Kostinbrod era de 17.846 locuitori. Din punct de vedere etnic, majoritatea locuitorilor (90,53%) erau bulgari, cu o minoritate de romi (2,25%). Pentru 6,93% din locuitori nu este cunoscută apartenența etnică.